# Prémio Alfaguara
O Prêmio Alfaguara de Novela em língua castelhana foi criado em 1965 pela editora homónima (fundada um ano antes pelo escritor Camilo José Zela) que organizou até 1972. A sua dotação económica era de 200 000 pesetas.
Em 1980, a Alfaguara foi adquirida pelo Grupo Santillana e, depois de vinte e cinco anos de ausência, em 1998 voltou-se a realizar o prêmio de forma anual com uma forte vocação latinoamericana e uma quantia económica de 175 000 dólares. O galardão é anunciado na sede do Grupo em Madrid entre fevereiro e março e entrega-se um mês mais tarde.
A obra vencedora distribui-se simultaneamente em Espanha, Latinoamérica e Estados Unidos o que, juntamente com a qualidade das obras galardoadas, lhe conferiu grande prestígio.
Como dado curioso, o escritor Manuel Vicent obteve este galardão em duas ocasiões, em 1966 com a obra Pascua e laranjas e em 1999 com Son de mar, que foi adaptada ao cinema dois anos mais tarde pelo director Bigas Lua.

## Vencedores
| Ano       | Romance vencedor               | Autor                     | Nacionalidade    |
| --------- | ------------------------------ | ------------------------- | ---------------- |
| 1965      | Las corrupciones               | Jesús Torbado             | Espanha          |
| 1966      | Pascua y naranjas              | Manuel Vicent             | Espanha          |
| 1967      | Fauna                          | Héctor Vázquez-Azpiri     | Espanha          |
| 1968      | Corte de corteza               | Daniel Sueiro             | Espanha          |
| 1969      | Sem resultado                  | Sem resultado             | Sem resultado    |
| 1970      | Todas esas muertes             | Carlos Droguett           | Chile            |
| 1971      | Leña verde                     | Luis Berenguer            | Espanha          |
| 1972      | Florido mayo                   | Alfonso Grosso            | Espanha          |
| 1973-1997 | Não organizado                 | Não organizado            | Não organizado   |
| 1998      | Caracol Beach                  | Eliseo Alberto            | Cuba             |
| 1998      | Margarita, está linda la mar   | Sergio Ramírez            | Nicarágua        |
| 1999      | Son de mar                     | Manuel Vicent             | Espanha          |
| 2000      | Últimas noticias del paraíso   | Clara Sánchez             | Espanha          |
| 2001      | La piel del cielo              | Elena Poniatowska         | México           |
| 2002      | El vuelo de la reina           | Tomás Eloy Martínez       | Argentina        |
| 2003      | Diablo guardián                | Xavier Velasco            | México           |
| 2004      | Delirio                        | Laura Restrepo            | Colômbia         |
| 2005      | El turno del escriba           | Graciela Montes Ema Wolf  | Argentina        |
| 2006      | Abril rojo                     | Santiago Roncagliolo      | Peru             |
| 2007      | Mira si yo te querré           | Luis Leante               | Espanha          |
| 2008      | Chiquita                       | Antonio Orlando Rodríguez | Cuba             |
| 2009      | El viajero del siglo           | Andrés Neuman             | Argentina-España |
| 2010      | El arte de la resurección      | Hernán Rivera Letelier    | Chile            |
| 2011      | El ruido de las cosas al caer  | Juan Gabriel Vásquez      | Colômbia         |
| 2012      | Una misma noche                | Leopoldo Brizuela         | Argentina        |
| 2013      | La invención del amor          | José Ovejero              | Espanha          |
| 2014      | El mundo de afuera             | Jorge Franco              | Colômbia         |
| 2015      | Contigo en la distancia        | Carla Guelfenbein         | Chile            |
| 2016      | La noche de la Usina           | Eduardo Sacheri           | Argentina        |
| 2017      | Rendición                      | Ray Loriga                | Espanha          |
| 2018      | Una novela criminal            | Jorge Volpi               | México           |
| 2019      | Mañana tendremos otros nombres | Patricio Pron             | Argentina        |
| 2020      | Salvar el fuego                | Guillermo Arriaga         | México           |
| 2021      | Los Abismos                    | Pilar Quintana            | Colômbia         |
| 2022      | El tercer paraíso              | Cristian Alarcón          | Chile            |
| 2023      | Cien cuyes                     | Gustavo Rodríguez         | Peru             |